# Lingua malecite-passamaquoddy
La lingua malecite-passamaquoddy o Wolastoqiyik, è una lingua appartenente alla famiglia linguistica delle lingue algonchine orientali, parlata nel Maine (Stati Uniti) e nel Nuovo Brunswick (Canada). È la lingua parlata dai popoli Maliseet e  Passamaquoddy, sotto due forme dialettali poco differenziate.
La lingua malecite-passamaquoddya corre pericolo d'estinzione, infatti, come molte delle lingue amerinde nordamericane, soffre del processo di deriva linguistica verso l'inglese, per cui i giovani parlano quest'ultimo idioma a scapito di quelli tradizionali.

## Fonetica

### Consonanti
|             | Bilabiale | alveolare | Palatale/ Post-alv. | Velare | Labiovélare | Glottale |
| ----------- | --------- | --------- | ------------------- | ------ | ----------- | -------- |
| Occlusiva   | p [p]     | t [t]     |                     | k [k]  | kw [kʷ]     |          |
| Fricativa   |           | s [s]     |                     |        |             | h [h]    |
| Affricata   |           |           | c [ʧ]               |        |             |          |
| Nasale      | m [m]     | n [n]     |                     |        |             |          |
| Laterale    |           | l [l]     |                     |        |             |          |
| Semi-vocale |           |           | y [j]               |        | w [w]       |          |

### Vocali
|        | Anteriore     | Centrale      | Posteriore    |
| ------ | ------------- | ------------- | ------------- |
| Chiusa | i [i] iː [iː] |               |               |
| Media  | e [e] eː [eː] | ǝ [ə]         | o [o] oː [oː] |
| Aperta |               | a [a] aː [aː] |               |